# أندريه لوران
أندريه لوران هو سباح بلجيكي، ولد في 14 فبراير 1931.

## وصلات خارجية
- أندريه لوران على موقع أوليمبيديا (الإنجليزية)